# Ford Consul Classic
La Ford Consul Classic, o 315 Consul è una vettura prodotta dalla Ford in Gran Bretagna tra il 1961 e il 1963.

## Il contesto
La Consul Classic venne prodotta con il codice 109E (nel 1961 e 1962 per le motorizzazioni da 1.340 cm³) oppure prodotta come 116E (nel 1962 e 1963 per le motorizzazioni da 1.500 cm³). Questi codici distinsero inoltre le scatole del cambio e i componenti dello sterzo che non erano da lubrificare ma trattati "for-life" negli ultimi modelli. Tutto sommato, nonostante i codici fossero differenti, le vetture prodotte dal 1961 al 1963 furono tutte esteticamente uguali.
La Classic fu una vettura di qualità che, rispetto a quanto programmato, venne venduta in ritardo e ritirata in anticipo dal mercato. Gli studi del design iniziarono nel 1956 con Colin Neale e vennero completati nel 1959. Tuttavia, lo strepitoso successo dell'Anglia ridusse la capacità produttiva dell'impianto di Dagenham, pertanto si decise di vendere la Classic a partire dal 1961. In quel periodo, la Ford aveva in listino le più piccole Anglia, Popular e Prefect, ma non aveva alcun veicolo adatto a coprire la fascia media.

## Caratteristiche
La Consul Classic era esteticamente simile alla Ford Anglia, con il lunotto posteriore ad angolo inverso, ma aveva dei fari anteriori doppi, peso e dimensioni maggiori. Gli interni presentavano dei sedili anteriori separati e un divanetto posteriore rivestiti in PVC, mentre il rivestimento in pelle era disponibile come optional. Il cambio poteva essere montato sulla pavimentazione oppure in posizione rialzata. La vettura poteva essere comprata con colorazione singola o bicolore. Alcune caratteristiche della vettura, inusuali per il tempo, diventarono in seguito la regola per qualsiasi automobile: tra questi componenti si trovavano il lampeggio con i fari e i tergicristalli a velocità variabile.
Anche meccanicamente la Consul Classic fu simile all'Anglia, come motorizzazioni utilizzò un 1340 cm³ e, dal 1962, un 1.498 cm³ Kent. L'impianto frenante comprendeva freni a disco anteriori da 241 mm, mentre la trasmissione era a quattro rapporti, con sincronizzatori solo per gli ultimi tre;  quando venne introdotto il 1498 cm³ Kent arrivò anche la prima sincronizzata. Le sospensioni anteriori sfruttavano lo schema MacPherson, mentre l'asse posteriore utilizzava delle balestre semi-ellittiche.
La vettura testata dalla rivista The Motor nel 1961 registrò una velocità massima di 126 km/h e un'accelerazione 0–100 km/h in 22,5 secondi. I consumi erano di 7.89 l/100 km, mentre il costo della versione a quattro porte deluxe era di 801£ tasse incluse. Il prezzo di listino della versione base era di 745£.
La Consul Classic venne sostituita dalla Corsair nel 1963. Vennero costruite 111.225 Classic (incluse 2.002 versioni GT-Coupe' 2 porte 2 posti + 2-1498 cm³ 76 CV DIN/ 83 CV SAE 155 km/h).
Una versione speciale della Consul Classic fu quella familiare, realizzata in 17 esemplari dalla filiale Ford 'Hughes Limited' di Nairobi, Kenya. Solo uno di questi modelli giunse in Inghilterra, nel 1964, e attualmente si trova sulla costa sud-orientale.

## Curiosità
La Consul Classic fu la prima vettura posseduta da Paul McCartney.